# Darryl Fitton
Darryl Fitton (Stockport, 5 mei 1962) is een Engels darter. The Dazzler, zoals zijn bijnaam luidt, staat bekend om zijn karakteristieke opkomst onder begeleiding van One Step Beyond van Madness. Fitton was begrafenisondernemer van beroep voordat hij professioneel darter werd.

## Carrière

### BDO
Bij zijn debuut in Frimley Green verloor Fitton in de eerste ronde van Embassy 2003 van Welshman John Burton.
Tijdens de editie van 2004 sneuvelde hij in een thriller met 4-5 in sets tegen de latere winnaar Andy Fordham. Zijn beste resultaat behaalde hij op Lakeside 2005 waar hij pas in de halve finale zijn meerdere moest erkennen in Raymond van Barneveld (3-5 sets). Zowel in 2006 als 2007 verloor "The Dazzler" in de eerste ronde van respectievelijk Martin Adams en debutant Phill Nixon. Een jaar later haalde hij de kwartfinale en in 2009 bereikte hij de halve finale. Hierin komt hij uit tegen Tony O'Shea.
In 2004 schreef hij de British Classic op zijn naam. Op de International Darts League voorkwam Raymond van Barneveld Fittons eerste finaleplaats op een groot tv-evenement; hij versloeg de Engelsman met 9-2 (in sets).
In 2009 won hij de Zuiderduin Darts Masters door in de finale Martin Adams met 5-2 te verslaan. Op datzelfde toernooi gooide hij een 9-darter tegen Ross Montgomery. Het geld dat hij daarmee verdiende gaf hij aan een goed doel.

### PDC
Fitton liet in januari 2018 via Facebook weten dat hij Q-School gaat spelen. Fitton gaat proberen om een van de tourcards voor de PDC Tour te bemachtigen. Wanneer dit niet lukt, zal hij alsnog bij de PDC bijven om daar op het 2e niveau, de Challenge Tour, te spelen. De hoofdreden hiervoor is dat Fitton minder reisuren wil maken vanwege een heupoperatie en het herstel hiervan. Doordat het gros van de PDC-toernooien in Engeland plaatsvindt, bespaart dit een flink aantal reisuren. The Dazzler speelde zijn laatste BDO-wedstrijd op Lakeside 2018, waarin hij in de tweede ronde verloor van Glen Durrant (1-4).

## Resultaten op Wereldkampioenschappen

### BDO
- 2003: Laatste 32 (verloren van John Burton met 1-3)
- 2004: Kwartfinale  (verloren van Andy Fordham met 4-5)
- 2005: Halve finale (verloren van Raymond van Barneveld met 3-5)
- 2006: Laatste 32 (verloren van Martin Adams met 1-3)
- 2007: Laatste 32 (verloren van Phill Nixon met 1-3)
- 2008: Kwartfinale (verloren van Mark Webster met 1-5)
- 2009: Halve finale (verloren van Tony O'Shea met 4-6)
- 2010: Laatste 32 (verloren van Dave Chisnall met 1-3)
- 2011: Laatste 32 (verloren van Stuart Kellett met 0-3)
- 2012: Laatste 32 (verloren van Robbie Green met 1-3)
- 2013: Kwartfinale (verloren van Wesley Harms met 2-5)
- 2014: Laatste 32 (verloren van Tony Eccles met 1-3)
- 2015: Kwartfinale (verloren van Glen Durrant met 2-5)
- 2016: Laatste 32 (verloren van Dennis Harbour met 2-3)
- 2017: Halve finale (verloren van Danny Noppert met 3-6)
- 2018: Laatste 16 (verloren van Glen Durrant met 1-4)

### WDF
- 2009: Laatste 32 (verloren van Marko Puls met 2-4)

### WSD (Senioren)
- 2022: Laatste 24 (verloren van Richie Howson met 2-3)
- 2023: Kwartfinale (verloren van Leonard Gates met 1-3)
- 2024: Laatste 32 (verloren van Chris Mason met 1-3)
- 2025: Laatste 16 (verloren van Robert Thornton met 1-3)

## Resultaten op de World Matchplay
- 1997: Laatste 32 (verloren van Peter Manley met 6-8)